# No Beef
No Beef is een single van Afrojack en Steve Aoki met zang van Miss Palmer.

## Tracklist
| Nr. | Titel                      | Duur |
| --- | -------------------------- | ---- |
| 1.  | No Beef (Vocal Mix)        | 6:01 |
| 2.  | No Beef (Instrumental Mix) | 6:02 |

| Nr. | Titel                      | Duur |
| --- | -------------------------- | ---- |
| 1.  | No Beef (UK Radio Edit)    | 2:39 |
| 2.  | No Beef (Vocal Mix)        | 6:03 |
| 3.  | No Beef (Gigamesh Mix)     | 4:45 |
| 4.  | No Beef (Nu Tone)          | 5:14 |
| 5.  | No Beef (Instrumental Mix) | 6:06 |

## Hitnoteringen

### Nederlandse Top 40
| Positie: | 33 | 31 | 30 | 27 | 26 | 31 | 36 | uit |

### NederlandseSingle Top 100
| Hitnotering: 05-11-2011 t/m 18-02-2012 | Hitnotering: 05-11-2011 t/m 18-02-2012 | Hitnotering: 05-11-2011 t/m 18-02-2012 | Hitnotering: 05-11-2011 t/m 18-02-2012 | Hitnotering: 05-11-2011 t/m 18-02-2012 | Hitnotering: 05-11-2011 t/m 18-02-2012 | Hitnotering: 05-11-2011 t/m 18-02-2012 | Hitnotering: 05-11-2011 t/m 18-02-2012 | Hitnotering: 05-11-2011 t/m 18-02-2012 | Hitnotering: 05-11-2011 t/m 18-02-2012 | Hitnotering: 05-11-2011 t/m 18-02-2012 | Hitnotering: 05-11-2011 t/m 18-02-2012 | Hitnotering: 05-11-2011 t/m 18-02-2012 | Hitnotering: 05-11-2011 t/m 18-02-2012 | Hitnotering: 05-11-2011 t/m 18-02-2012 | Hitnotering: 05-11-2011 t/m 18-02-2012 | Hitnotering: 05-11-2011 t/m 18-02-2012 | Hitnotering: 05-11-2011 t/m 18-02-2012 |
| Week:                                  | 1                                      | 2                                      | 3                                      | 4                                      | 5                                      | 6                                      | 7                                      | 8                                      | 9                                      | 10                                     | 11                                     | 12                                     | 13                                     | 14                                     | 15                                     | 16                                     |                                        |
| -------------------------------------- | -------------------------------------- | -------------------------------------- | -------------------------------------- | -------------------------------------- | -------------------------------------- | -------------------------------------- | -------------------------------------- | -------------------------------------- | -------------------------------------- | -------------------------------------- | -------------------------------------- | -------------------------------------- | -------------------------------------- | -------------------------------------- | -------------------------------------- | -------------------------------------- | -------------------------------------- |
| Positie:                               | 96                                     | 63                                     | 40                                     | 38                                     | 37                                     | 37                                     | 39                                     | 35                                     | 29                                     | 23                                     | 33                                     | 44                                     | 44                                     | 49                                     | 71                                     | 91                                     | uit                                    |